# 岐阜県道371号美濃加茂川辺線
岐阜県道371号美濃加茂川辺線（ぎふけんどう371ごうみのかもかわべせん）は岐阜県美濃加茂市から岐阜県加茂郡川辺町に至る一般県道である。

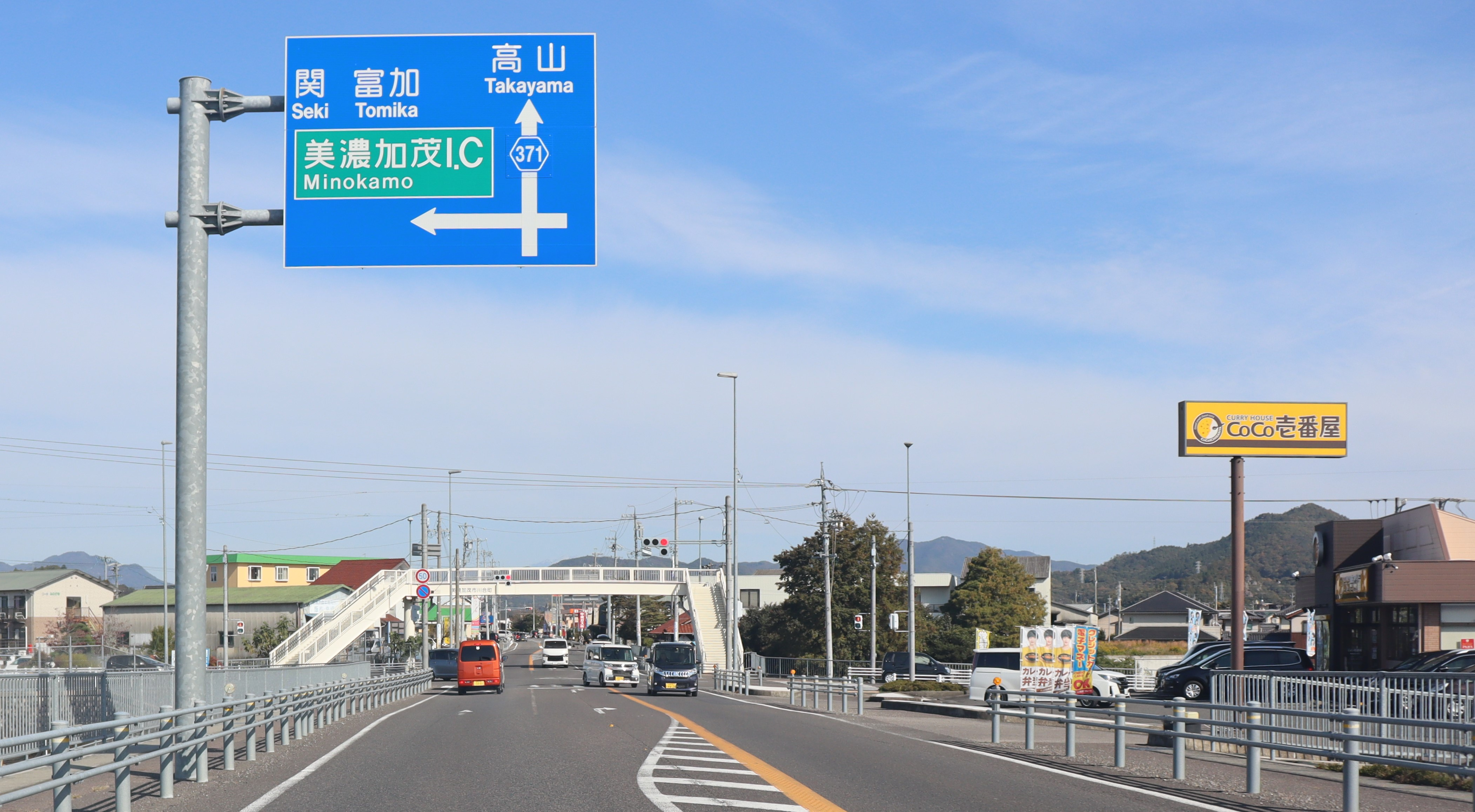
岐阜県道371号美濃加茂川辺線、美濃加茂市川合町にて

## 概要
この路線は国道41号の美濃加茂バイパスと並走する現道区間を、国土交通省から岐阜県へ移管したものである。

### 路線データ
- 始点：美濃加茂市御門町字赤池上342-1地先[2]
- 終点：加茂郡川辺町石神字五反田602-3地先[2]
- 延長：7,541.0 m（メートル）[2]
- 幅員：10.1 m - 44.4 m[2]

## 歴史
- 2017年（平成29年）3月31日：認定[3]
- 2017年（平成29年）4月1日：道路区域が国土交通省から岐阜県へ移管される[1]

## 地理

### 通過する自治体
美濃加茂市 - 加茂郡川辺町

### 接続する道路
- 美濃加茂市
  - 国道21号（国道248号重複：新太田橋交差点）[4][1]
  - 岐阜県道207号各務原美濃加茂線（同上）[4]
  - 岐阜県道348号山之上古井線（森山3交差点）
  - 岐阜県道350号野上古井線（同上）
- 加茂郡川辺町
  - 国道41号（川辺漕艇場北交差点）[1]
  - 国道418号（同上）[1]

## 関連リンク
- 岐阜県の県道一覧